# Кук, Джон (гребец)
Джон Патрик Кук (англ. John Patrick Cooke; 9 апреля 1937, Ансония — 26 декабря 2005, Риджфилд, Коннектикут) — американский гребец, выступавший за сборную США по академической гребле в середине 1950-х годов. Чемпион летних Олимпийских игр в Мельбурне, победитель и призёр регат национального значения.

## Биография
Джон Кук родился 9 апреля 1937 года в городе Ансония, штат Коннектикут.
В старшей школе играл в футбол. Занимался академической греблей во время учёбы в Йельском университете, состоял в местной гребной команде «Йель Булдогс», неоднократно принимал участие в различных студенческих регатах. Окончил университет в 1959 году.
Наивысшего успеха в гребле на взрослом международном уровне добился в сезоне 1956 года, когда вошёл в основной состав американской национальной сборной и благодаря череде удачных выступлений удостоился права защищать честь страны на летних Олимпийских играх в Мельбурне. В составе экипажа-восьмёрки обошёл в финале всех своих соперников, в том числе почти на две секунды опередил ближайших преследователей из Канады, и тем самым завоевал золотую олимпийскую медаль.
После мельбурнской Олимпиады Кук больше не показывал сколько-нибудь значимых результатов в академической гребле на международной арене.
Получив образование, поступил на службу в Корпус морской пехоты США и несколько лет провёл в Азии. Впоследствии на протяжении всей оставшейся жизни работал в компании, занимающейся грузовыми авиаперевозками. Занимался политикой на местном уровне. Тренировал детскую футбольную команду.
Умер 26 декабря 2005 года в Риджфилде в возрасте 68 лет.